# 하가정 (효고현)
하가정(波賀町)은 효고현 중서부에 있던 시소군의 정이다.
2005년 4월 1일에, 야마사키정, 이치노미야정, 지쿠사정의 시소군 3정이 합병해 시소시가 되었기 때문에 소멸하였다.

## 역사
- 1956년 9월 30일 - 니시다니촌, 오쿠타니촌이 합병해 성립하였다.
- 2005년 4월 1일 - 이치노미야정, 야마사키정, 지쿠사정과 합병해 시소시가 성립하였다. 동일 하가정은 폐지되었다.

## 행정
- 정장 : 나카타 코이치로 (中田耕一郎)

## 교통

### 도로
- 국도29호선
- 국도 제429호선 (일본)(일본어판)